# Javier Culson
Javier Culson Pérez (né le 25 juillet 1984 à Ponce) est un athlète portoricain spécialiste du 400 mètres haies.

## Biographie
Il se révèle durant la saison 2006 en remportant la médaille d'or du 400 m haies des Championnats ibéro-américains, chez lui à Ponce. il est éliminé en demi-finale lors des Championnats du monde 2007, à Osaka
En mai 2008, Javier Culson descend pour la première fois de sa carrière sous les 49 secondes en réalisant le temps de 48 s 87 à Kingston. Il fait partie des six athlètes sélectionnés dans l'équipe de Porto Rico qui participe aux Jeux olympiques de Pékin. Il passe le premier tour des séries mais est éliminé en demi-finale avec le temps de 49 s 85.
Le Portoricain remporte les Championnats d'Amérique centrale et des Caraïbes 2009, devançant avec le temps de 48 s 51 le champion olympique et double champion du monde Dominicain Félix Sánchez. Aux Championnats du monde de Berlin, en août 2009, Javier Culson devient le premier athlète de Porto Rico à remporter une médaille dans cette compétition. Il se classe deuxième de la finale, derrière Kerron Clement et devant Bershawn Jackson, en établissant un nouveau record national en 48 s 09.
En mai 2010, lors du meeting de Ponce, Javier Culson porte son record personnel à 47 s 72, réalisant la troisième meilleure marque de l'année et descendant pour la première fois de sa carrière sous les 48 secondes au 400 m haies. Il s'incline néanmoins face au Jamaïcain Leford Green lors des  Jeux d'Amérique centrale et des Caraïbes, à Mayagüez. Participant à la première édition de la Ligue de diamant, il se classe troisième du meeting de New York en 48 s 47, et deuxième des meetings d'Oslo et de Londres, où il est dominé par deux fois par l'Américain Bershawn Jackson. Ce dernier le devance au classement général final au terme des sept épreuves. Sélectionné dans l'équipe des Amériques lors de la première édition de la Coupe continentale d'athlétisme, à Split, Javier Culson se classe deuxième de l'épreuve en 48 s 08, derrière le Britannique David Greene (47 s 88). 
Vainqueur du meeting de l'Adidas Grand Prix de New York en juin 2011 en 48 s 50, il s'illustre lors des Championnats du monde de Daegu, en août 2011, en remportant pour la deuxième fois consécutive la médaille d'argent du 400 m haies, en 48 s 44, échouant à 18/100 de seconde de David Greene, médaillé d'or. Quelques jours plus tard, lors Mémorial Van Damme de Bruxelles, finale de la Ligue de diamant 2011, le Portoricain remporte la course en 48 s 32, établissant à cette occasion son meilleur temps de l'année. Comme en 2010, il termine deuxième du classement général, à un point seulement de David Greene.
En 2012, Javier Culson remporte le 400 m haies du meeting de Rome en 48 s 14, puis récidive lors des Bislett Games d'Oslo en signant la meilleure performance mondiale de l'année en 47 s 92. Il se rapproche de son record personnel en améliorant sa propre meilleure marque de la saison, réalisant à deux reprises 47 s 78 lors du meeting Areva et de l'Aviva London Grand Prix,. Favori des Jeux de Londres, en août 2012, où il est désigné porte-drapeau de Porto Rico, il ne termine que troisième de la finale dans le temps de 48 s 10, devancé par le Dominicain Félix Sánchez, champion olympique en 2004, et l'Américain Michael Tinsley. Vainqueur par la suite du meeting de Zurich, il remporte la Ligue de diamant 2012.
Le 4 juin 2015, il termine 3e du Golden Gala de Rome, en 48 s 65 à égalité de temps avec Thomas Barr. Il remporte le titre du 400 m haies en 48 s 70 lors des Championnats NACAC 2015 à San José.
Le 5 juillet 2018, il annonce mettre fin à sa carrière sportive,.

## Palmarès
| Date | Compétition                              | Lieu             | Résultat | Temps         |
| ---- | ---------------------------------------- | ---------------- | -------- | ------------- |
| 2006 | Championnats ibéro-américains            | Ponce            | 1er      | 49 s 71       |
| 2007 | Universiade                              | Bangkok          | 3e       | 49 s 35       |
| 2007 | Jeux panaméricains                       | Rio de Janeiro   | 6e       | 49 s 46       |
| 2009 | Champ. d'Am. centrale et des Caraïbes    | La Havane        | 1er      | 48 s 51       |
| 2009 | Championnats du monde                    | Berlin           | 2e       | 48 s 09       |
| 2010 | Jeux d'Amérique centrale et des Caraïbes | Mayagüez         | 2e       | 48 s 58       |
| 2010 | Ligue de diamant                         | Ligue de diamant | 2e       | détails       |
| 2010 | Coupe continentale                       | Split            | 2e       | 48 s 08       |
| 2011 | Championnats du monde                    | Daegu            | 2e       | 48 s 44       |
| 2011 | Ligue de diamant                         | Ligue de diamant | 2e       | détails       |
| 2012 | Jeux olympiques                          | Londres          | 3e       | 48 s 10       |
| 2012 | Ligue de diamant                         | Ligue de diamant | 1er      | détails       |
| 2013 | Championnats du monde                    | Moscou           | 6e       | 48 s 38       |
| 2013 | Ligue de diamant                         | Ligue de diamant | 1er      | détails       |
| 2014 | Coupe continentale                       | Marrakech        | 3e       | 48 s 88       |
| 2014 | Coupe continentale                       | Marrakech        | 3e       | 3 min 02 s 78 |
| 2014 | Ligue de diamant                         | Ligue de diamant | 2e       | détails       |
| 2015 | Jeux panaméricains                       | Toronto          | 2e       | 48 s 67       |
| 2015 | Championnats NACAC                       | San José         | 1re      | 48 s 70       |
| 2016 | Jeux olympiques                          | Rio de Janeiro   | —        | DSQ           |
| 2016 | Ligue de diamant                         | Ligue de diamant | 2e       | détails       |

## Records
| Épreuve     | Performance | Lieu  | Date         |
| ----------- | ----------- | ----- | ------------ |
| 400 m       | 45 s 99     | Ponce | 31 mars 2012 |
| 400 m haies | 47 s 72     | Ponce | 8 mai 2010   |